# لولب رحمي

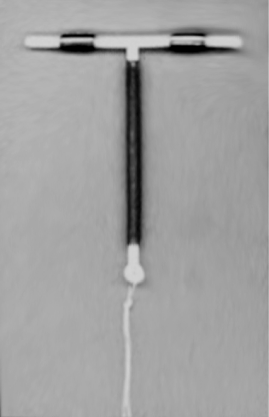
جهاز اللولب النحاسي (باراغارد)

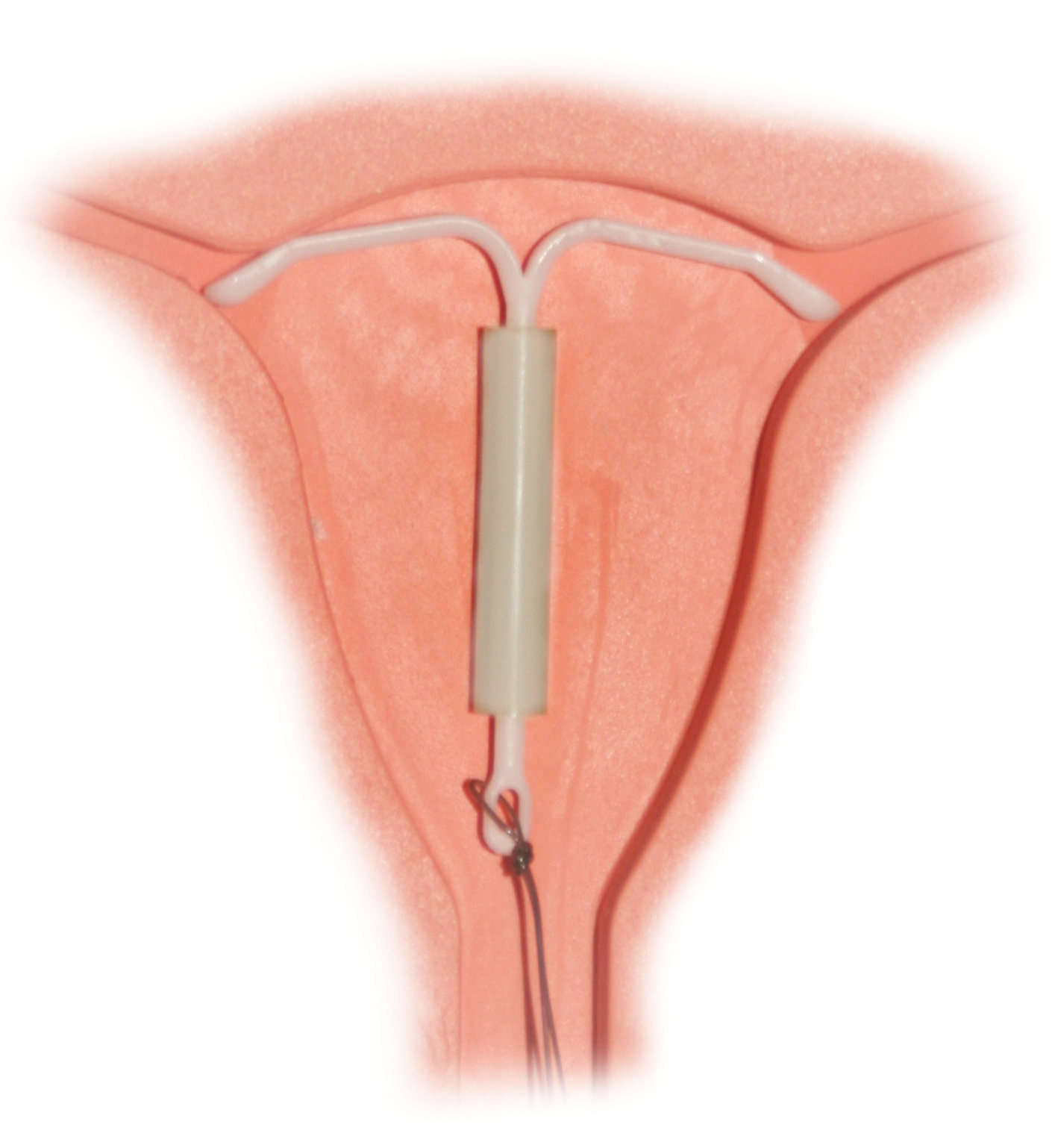
جهاز اللولب الهرموني (ميرينا)

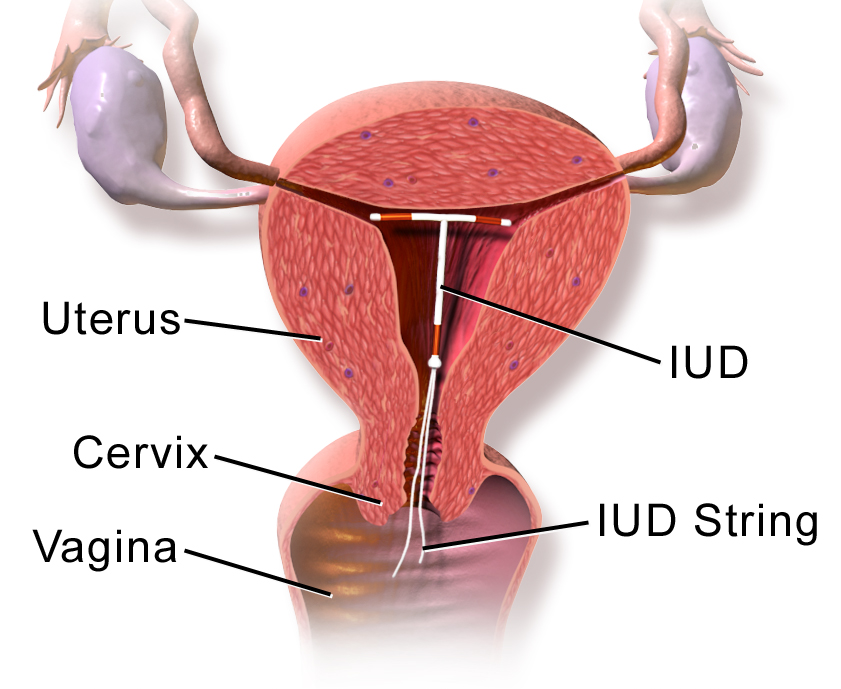
أجزاء اللولب

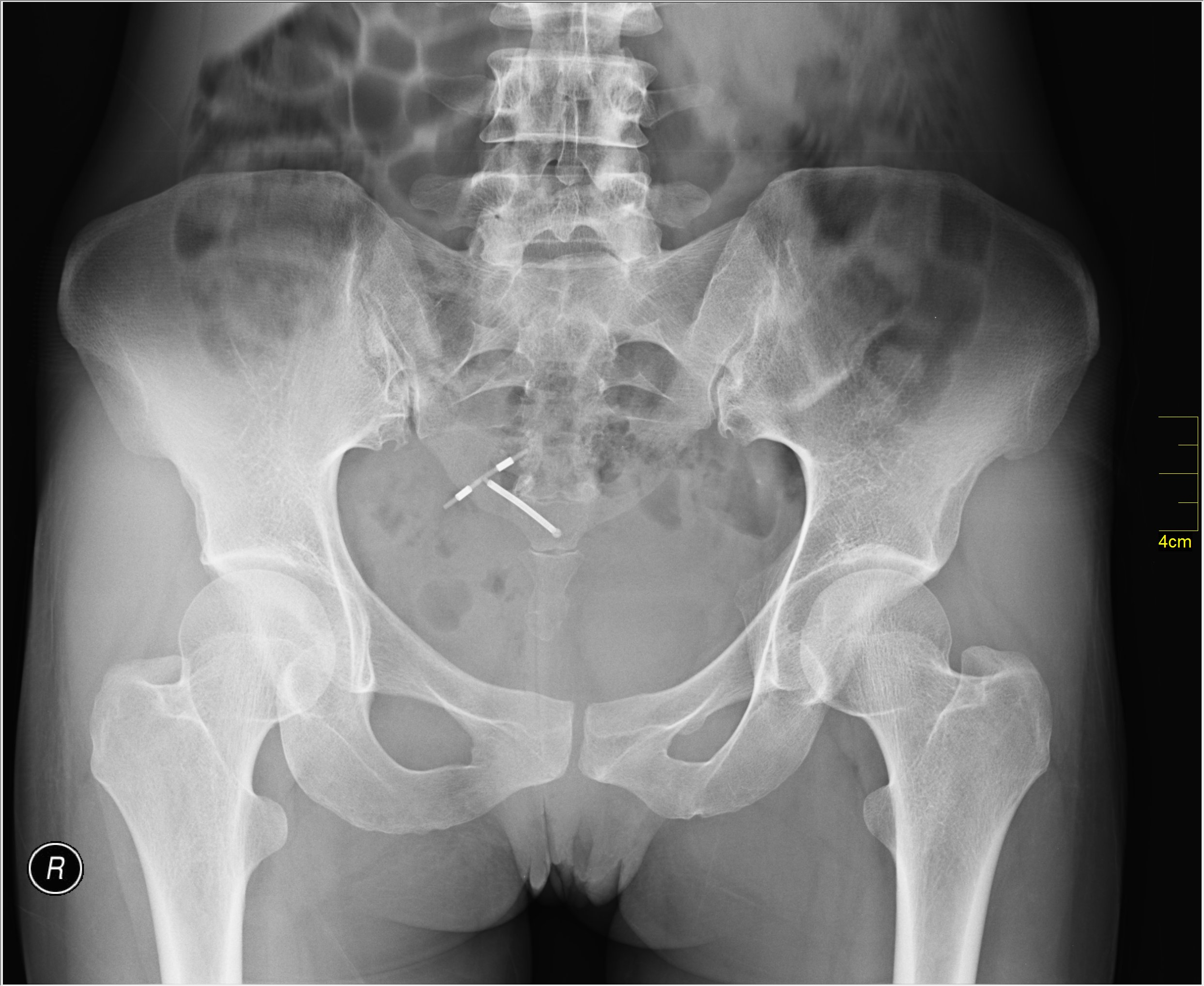
اللولب بأشعة إكس

اللولب الرحمي أو جهاز منع الحمل أو اللولب  هو جهاز صغير يتم إدخاله داخل الرحم لمنع الحمل. يأتي على شكل الحرف "T" وغالباً ما يتكون على النحاس أو الليفونورغيستريل (اللولب الهرموني). يعتبر جهاز منع الحمل نوعًا من أنواع مانعات الحمل طويلة الأجل وهو الأكثر فعالية. نسبة فشل اللولب النحاسي هي 0.8٪، أما بالنسبة للولب الليفونورغيستريل فهي 0.2٪ في السنة الأولى من الاستخدام. من بين جميع أنواع مانعات الحمل فهو الأكثر استحساناً من قبل المستخدمين واعتباراً من عام 2007 فهو الأكثر استخداماً حول العالم مع أكثر من 180 مليون مستخدم. .
أثبتت الدراسات فعالية وأمان استخدام اللولب لدى المراهقين وهؤلاء الذين سبق أو لم يسبق لهم الحصول على أطفال. كما لا يؤثر جهاز منع الحمل على الرضاعة الطبيعية ويمكن إدخاله مباشرة بعد الولادة والإجهاض. تعود خصوبة المرأة بعد إزالتها للولب إلى وضعها الطبيعي حتى بعد الاستخدام طويل المدى.
بينما قد يزيد اللولب النحاسي من غزارة الطمث وزيادة الآلام الناتجة عن التشنجات  يقوم اللولب الهرموني بالحد من النزيف أو إيقاف الطمث تماماً. يمكن علاج آلام الطمث بمضادات الالتهاب اللاستيرويدية. بعض المضاعفات المحتملة تتضمن وقوع الجهاز بنسبة من 2٪ إلى 5٪ ونادراً ما يقوم بثقب الرحم، يحدث ذلك بنسبة 0.7٪. لا ترتبط أجهزة منع الحمل المستخدمة حالياً بزيادة في خطر الإصابة بمرض التهاب الحوض في حالة عدم وجود الأمراض المنقولة جنسياً أثناء إدراج الجهاز بعكس النموذج السابق من جهاز منع الحمل (درع دالكون) والذي كان يرتبط بالزيادة في خطر الإصابة بمرض التهاب الحوض.

## الأنواع
أنواع أجهزة منع الحمل المتاحة وأسمائه تختلف تبعاً لممنطقة. 
في الولايات المتحدة الأمريكية، هنالك نوعان متاحان:
- اللولب النحاسي غيرالهرموني (باراغارد)
- اللولب البرجستوني (ميرينا وأنواع أخرى)

يعد كل من اللولب النحاسي والهرموني جهازا منع الحمل بحسب نظام التصنيف الكيميائي العلاجي التشريحي لمنظمة الصحة العالمية. في المملكة المتحدة يسمى  اللولب النحاسي بجهاز منع الحمل أما اللولب الهرموني فيعتبر نوعًا آخرًا من أجهزة منع الحمل ويشار إليه بنظام منع الحمل داخل الرحم. هنالك أكثر من 10 أنواع مختلفة من اللوالب النحاسية في المملكة المتحدة.

### اللولب النحاسي

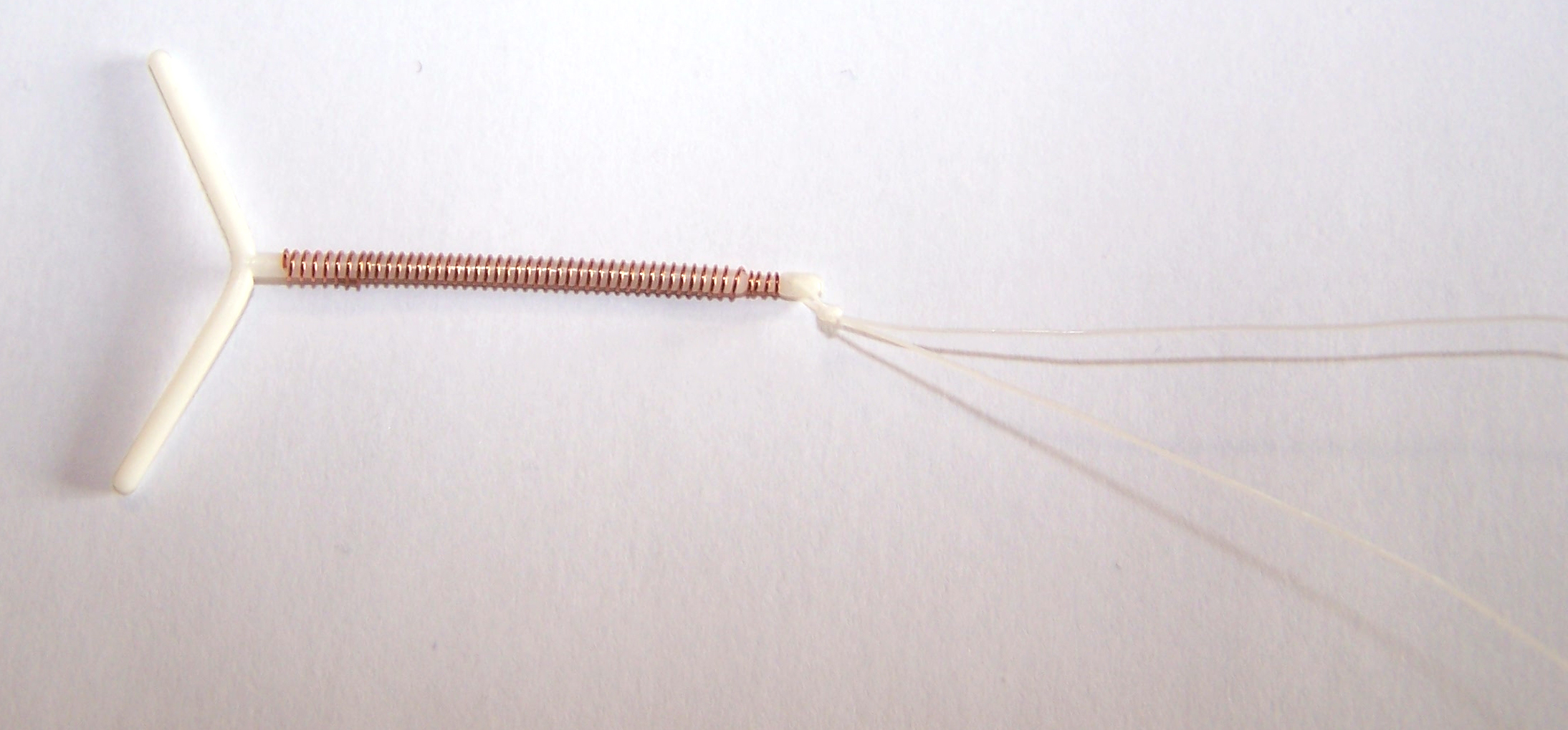
جهاز لولب نحاسي على شكل الحرف "T" يحتوي على خيوط رفيعة لإزالته

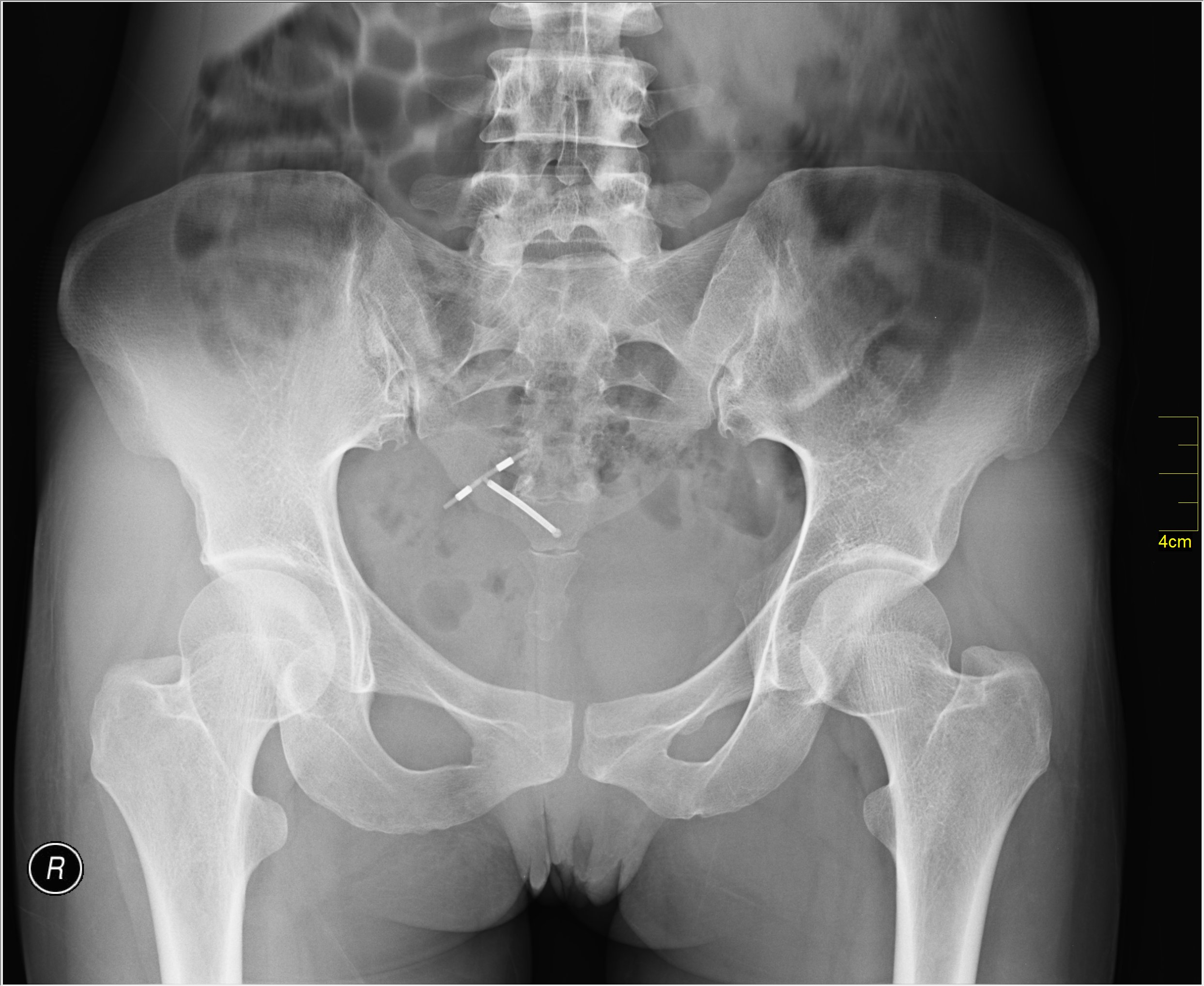
جهاز لولب يظهرعلى أشعة الحوض السينية

جهاز اللولب النحاسي يمنع الحمل بإتلاف النطفة والحد من قدرتها على الحركة مما يمنعها من اختراق البويضة. يعمل النحاس الموجود في اللولب مُبيدًا للنطاف داخل الرحم عن طريق زيادة مستوى أيونات النحاس، بروستاغلاندينات، وكريات الدم البيضاء في سوائل الرحم وقنوات فالوب. تتسبب زيادة مستويات أيونات النحاس في عنق الرحم في تثبيط حركة النطفة والحد من حيويتها وبالتالي منعها من اختراق مخاط عنق الرحم أو قد تقوم بإتلاف النطفة أثناء عبورها من خلاله. يعمل النحاس أيضاً على تغيير غشاء بطانة الرحم مما يؤدي إلى منع انغراس البويضة الملقحة ولكنه لا يقوم بإيقاف العملية حال بدئها.  تتراوح معدلات إخفاق جهاز اللولب النحاسي ما بين 0.1 و 2.2٪. 
تتكون معظم أجهزة اللولب النحاسية على إطار بلاستيكي على شكل الحرف “T” محاط بسلك نحاسي كهرلي، قد يحتوي الإطار في بعض الأحيان على حلقات نحاسية. تقوم ذراعا اللولب بتثبيته في مكانه داخل الرحم. يبلغ طول ساق جهاز اللولب النحاسي “Paragard TCu 380a” 36 ملم (1.42 إنش) ولا تزيد طول أذرعه عن 32 ملم (1.26 إنش).
أصبحت أجهزة اللولب النحاسية تحظى بشعبية أكبر في الآونة الأخيرة ويرجع ذلك إلى أنها أكثر مقاومة للصدأ.
هناك عدة أنواع لأجهزة اللولب النحاسية، بعضها تحتوي على مواد أخرى كالذهب والفضة بالإضافة إلى النحاس. يحتوي “Eurogine Gold T IUD”، والذي يصنع في أسبانيا، في داخله على لب ذهبي مما يزيد من قدرته على مقاومة التآكل والصدأ. “GoldringMedusa” ذو الصناعة الألمانية هو شكل آخر للولب النحاسي  و قد يحتوي في داخله على لب نحاسي أو فضي. كما تقوم شركة “Redelkis” الهنغارية بصناعة لولب يحتوي على الذهب والنحاس يسمى بـ “Goldlily”. يوفر “Goldlily”، المكون من طبقة أساسية من الذهب محاطة بطبقة من الأسلاك النحاسية، حماية كهرومغناطيسية بالإضافة إلى الحماية الأيونية التي يوفرها النحاس. 
تقوم “Redelkis” أيضاً بتصنيع لولب نحاسي فضي “Silverlily” مشابه لـ “Goldlily”. يحتوي “Nova-T 380” على لب فضي داهم ولكنه لا يوفر الحماية الكهرومغناطيسية التي يوفرها اللوب النحاسي لعدم احتوائه على أيونات الفضة. (14)
كما توجد أنواع أخرى من أجهزة منع الحمل النحاسية كاللولب على شكل الحرف “U” واللولب الغير محاط بإطار. كما يصنع في الصين وأوروبا وألمانيا نوع من اللوالب النحاسية التي تحمل خرزات صغيرة نحاسية مفرغة من الداخل. يثبت هذا النوع في عنق الرحم عن طريق خياطة غرزة مثبته له في قاع الرحم. يتوفر هذا الجهاز أيضاً في بعض العيادات في كندا.
يتميز جهاز منع الحمل النحاسي بأنه قادر على منع حدوث الحمل عند وضعه كجهاز منع حمل طارئ لمدة أقصاها خمسة أيام بعد ممارسة الجنس الغير آمن. كما يعتبر أكثر أنواع منع الحمل الطارئ فعالية  فهو يعمل بمنع تلقيح البويضة وانغراس البويضة الملقحة. ولكنه لا يمنع حدوث الحمل في حال كانت المضغة مغروسة. تستعيد المرأة المستخدمة للولب النحاسي خصوبتها سريعاً بعد إزالته. كما يتميز اللولب النحاسي بقدرة المرأة المرضعة على استخدامه لعدم احتوائه على هرمونات. يتوفر جهاز منع الحمل النحاسي بعدة أحجام وأشكال وذلك يميزه عن جهاز منع الحمل الهرموني. يزيد اللولب النحاسي من آلام الدورة الشهرية لدى من تستخدمه كما قد يسبب دورات شهرية أغزر. 
 تعمل هذه المادة على التقليل من شدة النزيف أثناء الدورة الشهرية بدون استخدام الهرمونات وقد نالت هذه الأجهزة ذات شعبية كبيرة في الصين.

### اللولب الهرموني

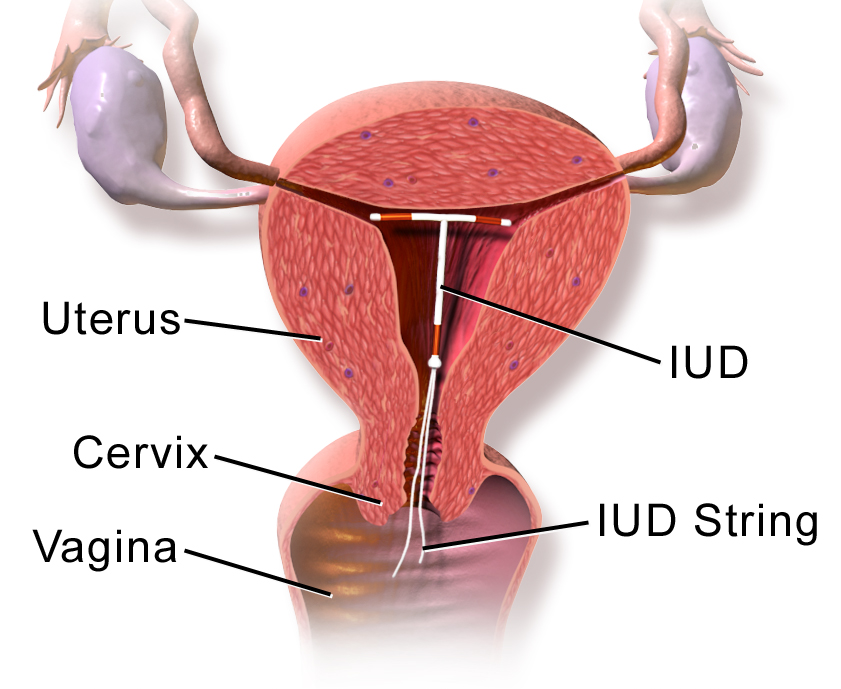
رسمة توضيحية لجهاز منع الحمل

تعمل أجهزة منع الحمل الهرمونية (التي تحمل الأسماء التجارية: مارينا، سكايلا، وليليتا وتدعى في المملكة المتحدة بالأجهزة داخل الرحم) عن طريق إفراز كميات بسيطة من البروجستين ليفونورغيستريل. الآلية الرئيسية لعمله هو جعل البيئة داخل الرحم مميتة للنطفة. يقلل جهاز اللولب الهرموني من النزيف أثناء الدورة الشهرية أو قد يمنع حدوثها تماماً بسبب عمله على الحد من نمو غشاء بطانة الرحم. يستخدم اللولب الهرمرني في علاج حالات غزارة الطمث في حال لم يوجد سبب مرضي لهذا النزيف.
يعمل البروجستين الذي يفرزه جهاز اللولب الهرموني موضعياً فلا يتسبب في رفع مستويات البروجستين في الدم إلى حد كبير كما تفعل حبوب منع الحمل التي تحتوي على البروجستين وحده.
تؤكد بعض الدراسات فعالية (مارينا) لمدة تصل إلى سبع سنوات ولكنه مصرح باستخدامه في الولايات المتحدة الأمريكية لمدة أقصاها خمس سنوات فقط. يعمل (سكايلا) بنفس آلية العمل التي يعمل بها مارينا ولكنه أصغر حجماً ويفرز كمية أقل من الليفونورجسترل وهو مصرح باستخدمه لمدة ثلاث سنوات. يشبه (ليليتا) في حجمه وجرعة الليفونورجستريل التي يفرزها جهاز (مارينا) وهو مصرح باستخدامه لمدة ثلاث سنوات فقط.

### اللولب الخامل
هو جهاز منع حمل لا يحتوي على أي مواد منشطة حيوياً فهو مصنوع من مواد كالبلاستيك والفولاذ المقاوم للصدأ. يعتبر اللولب الخامل ذا فعالية أقل من اللوالب الهرمونية والنحاسية ويسبب أعراضاً جانبية ماثلة لتلك التي يسببها اللولب النحاسي. يعمل الجهاز عن طريق تحفيزعملية رد الفعل ضد الجسم الغريب مما يجعل من الرحم بيئة غير مناسبة للنطفة والانغراس. يقوم اللولب الخامل بمنع حدوث الحمل بعد الإخصاب بشكل أكثر من منعه له قبل حدوث الإخصاب مقارنة باللولب النحاسي والهرموني.
استعمال اللولب الخامل غير مصرح باستعماله من قبل السلطات الصحية في الولايات المتحدة الأمريكية، المملكة المتحدة، وكندا. كما بدأ تصنيع اللولب النحاسي يحل محل اللولب الخامل منذ 1993. 

## الآثار الجانبية

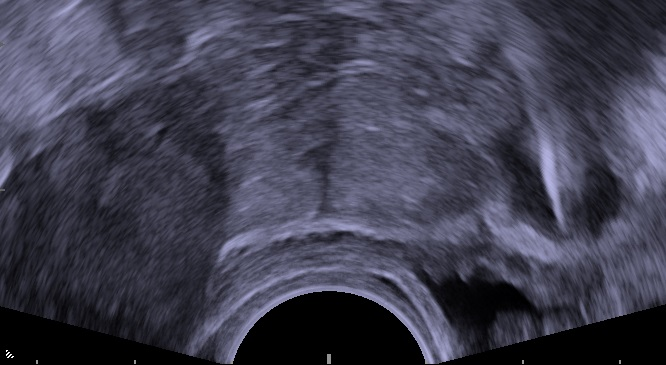
أشعة الموجات فوق الصوتية عن طريق المهبل تظهر لولب نحاسي مخترق للرحم على شكل خط مفرط الصدى يميناً و ثلاث سنتيميترات من الرحم يساراً. تمثل المنطقة ناقصة الصدى (الداكنة) المحيطة للولب الورم الحبيبي الناتج عن رد الفعل ضد الجسم الغريب.

الآثار الجانبية المحتملة من جهاز منع الحمل هي انثقاب الرحم ومرض التهاب الحوض (وخاصة في ال 21 يوما الأولى بعد التثبيت)، فضلا عن نمط الحيض الغير منتظم. لا يزال هناك احتمال صغير بالحمل بعد إدراج اللولب، وعندما يحدث ذلك هناك خطر أكبر في أن يحدث الحمل خارج الرحم. تشمل هذه الأعراض جميع الأنواع بغض النظر عن احتوائها على البروجستيرون أو النحاس.
 قد يتسبب اللولب بألم شديد يحتاج إلى تدخل تسريع وذلك يحدث بنسبة 17٪ تقريبا عند المرأة التي لم تلد من قبل، وبنسبة 11٪ تقريبا عند المرأة الولود وفي هذه الحالة يكون مضاد الالتهاب اللايسترويدي علاجا فعالاً. على الرغم من ذلك، لا توجد مسكنات وقائية فعالة للاستعمال الروتيني للمرأة أثناء استعمال جهاز منع الحمل. 
يزيد جهاز منع الحمل مع البروجيستيرون من نسبة خطر الإصابة بتكيس المبايض، و يزيد جهاز اللولب النحاسي من احتمالية الإصابة بدورة شهرية غزيرة.
 تنصح شركات أكواب الدورة الشهرية النساء اللاتي يريدن استخدام كوب الدورة الشهرية اثناء فترة وضع جهاز منع الحمل باستشارة طبيب أمراض نساء قبل استخدامه. يرجع ذلك إلى وجود حالات لانزلاق جهاز اللولب أثناء إزالة أكواب الدورة الشهرية كما قد يحدث ذلك أحيانا مع الفوط الصحية. 

## آلية العمل
جهاز منع الحمل يعمل بشكل أساسي على منع التخصيب. و قد يعمل البروجستيرون الذي يفرز من جهاز منع الحمل الهرموني على منع حدوث الإباضة بشكل جزئي فقط. كما يعمل الهرمون على تكثيف مخاط عنق الرحم مما يمنع الحيوانات المنوية من الوصول إلى قناة فالوب. لا يحتوي جهاز منع الحمل النحاسي على هرمونات لكن أيونات النحاس في مخاط عنق الرحم سامة بالنسبة للحيوانات المنوية. كما أنها تجعل الرحم وقناة فالوب يفرزان سائل يحتوي على خلايا الدم البيضاء، أيونات النحاس، إنزيمات، والبروستاجلاندين وهو مزيج سام أيضاً للنطاف. تدل الفعالية العالية للولب النحاسي في حالات منع الحمل الطارئة على قدرته على منع انغراس الكيسة الأريمية. وفي الحالات الغير طارئة، الوقاية من الانغراس هو في الغالب وسيلة استثنائية لعمله وليست هي آلية العمل المعهودة.

## التاريخ
أول جهاز منع حمل استحدث من قبل الطبيب الألماني ريتشرأوف والدنبرغ. أجهزة منع الحمل تأخذ شكل الحرف "T" وذلك لأن الرحم يأخذ شكل هذا الحرف عند انقباضه. اخترع جهاز منع الحمل الهرموني في الستينات والسبعينات. وقد كان الهدف الأساسي منه هو الحد من التقليل من النزيف المرتبط باستخدام جهاز منع الحمل النحاسي. وقد أصبح مخترع جهاز ميرينا، أحد أشهر أجهزة منع الحمل الهرمونية، هدفاً للمقاضاة القانونية بسبب فشله في تحذير المستخدمين من احتمالية تسبب هذا الجهاز بثقب في الرحم والانتقال إلى أجزاء أخرى من الجسم.

## دواعي الاستعمال
منع الحمل في أغلب النساء حتى المراهقين واللواتي لم يحملن من قبل، وهو آمن في:
- حالات الإصابة من قبل بالحمل خارج الرحم أو جراحات الحوض أو جلطة في الأوردة أو الصداع النصفي
- مرضى الضغط المرتفع وأمراض القلب
- المدخنات
- المصابات بالأنيميا
- مرضى السكري
- حالات بطانة الرحم المهاجرة[42]

## موانع الاستعمال

### اللولب النحاسي
- وجود عيوب خلقية أو أمراض في الرحم تعيق تركيبه كالورم الليفي
- التهابات الحوض
- سرطان بطانة الرحم وعنقه
- النزيف المهبلي مجهول الأسباب
- الحساسية لمكوناته
- داء ويلسون
- وجود احتمالية عالية للإصابة بالأمراض المنقولة جنسياً مع عدم الرغبة في استخدام الواقي الذكري
- حدوث مشكلة مع استخدامه مسبقاً[43]

### اللولب الهرموني
- الإصابة الحالية أو المسبقةبسرطان الثدي وبطانة الرحم وعنقه أو التهابات الحوض
- أمراض الكبد
- وجود عيوب خلقية أو أمراض في الرحم تعيق تركيبه كالورم الليفي
- التهابات المهبل وعنق الرحم
- النزيف المهبلي مجهول الأسباب
- الحساسية لمكوناته
- وجود احتمالية عالية للإصابة بالأمراض المنقولة جنسياً مع عدم الرغبة في استخدام الواقي الذكري[44]

## المميزات

### مميزات اللولب النحاسي
- الفعالية فنسبة فشله 8,% فقط[45]
- يمكن إزالته في أي وقت، وتعود الخصوبة وإمكانية الحمل فوراً
- يمكن تركه لمدة تصل إلى 10 سنوات
- يقلل احتمالية الإصابة بسرطان بطانة الرحم
- يمكن استخدامه أثناء الرضاعة
- لا يحمل مخاطر وسائل منع الحمل الهرمونية كالأقراص
- يمكن أن يستخدم كوسيلة منع حمل طارئة بعد 5 أيام من العلاقة الجنسية بدون وسائل
- لا يؤثر على الجنس، ولا حاجة لتعاون الشريك[43]

### مميزات اللولب الهرموني
- الفعالية فنسبة فشله 2,% فقط[45]
- يمكن إزالته في أي وقت، وتعود الخصوبة وإمكانية الحمل فوراً
- يمكن تركه لمدة تصل إلى 5 سنوات
- يقلل احتمالية الإصابة بسرطان بطانة الرحم
- يقلل النزيف المصاحب للدورة الشهرية بعد شهور من استخدامه
- يقلل آلام الدورة الشهرية وبطانة الرحم المهاجرة
- يزيد من سماكة مخاط عنق الرحم مما يحمي من الأمراض المنقولة جنسياً وكذلك التهابات الحوض
- يمكن استخدامه أثناء الرضاعة (لكن يفضل الانتظار 6 أسابيع على الأقل بعد الولادة)
- لا يحمل مخاطر وسائل منع الحمل المحتوية على الإستروجين كالأقراص
- لا يؤثر على الجنس ولا حاجة لتعاون الشريك[44]

## عيوبه
يحتاج إلى خبير لتركيبه وإزالته، ولا يحمي من الأمراض المنقولة عن طريق الجنس، وله أعراض جانبية عديدة.

## الأعراض الجانبية

### اللولب النحاسي
- فقر الدم (الأنيميا)
- آلام الظهر
- النزيف المهبلي
- غزارة الطمث
- التقلصات
- التهاب المهبل
- زيادة الإفرازات المهبلية
- آلام أثناء العلاقة الجنسية[47]

### اللولب الهرموني
- صداع
- حب الشباب
- آلام الثدي
- اضطرابات نزفية
- انقطاع الطمث خاصة بعد عام من استخدامه
- تغيرات مزاجية
- زيادة الوزن
- تقلصات أو آلام الحوض
- تكيس المبيض[48]

## المخاطر

### ثقب الرحم
يحدث في واحدة من كل 1000 امرأة، في الغالب أثناء التركيب، وعندئذ يجب إزالته.

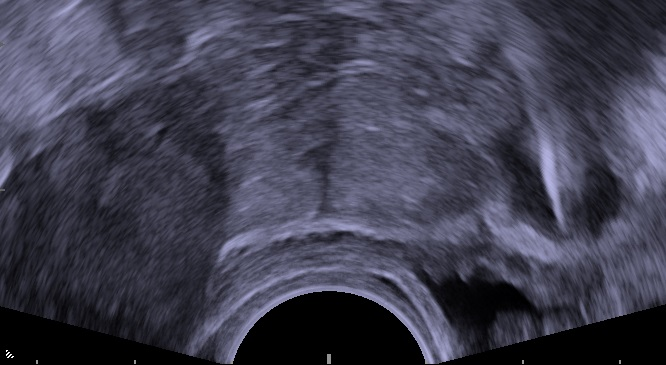
صورة توضح ثقب اللولب للرحم بالسونار المهبلي

### القذف خارج الرحم
2 إلى 10 من كل 100 لولب يتم قذفه خارج الرحم إلى المهبل في الأشهر الأولى من الاستخدام؛ مما يفقده فعاليته، وغالباً ما يحدث إذا تم تركيبه فور الولادة أو في النساء اللواتي لم يحملن من قبل.

### الحمل مع وجود اللولب
قد يحدث الحمل أثناء وجود اللولب في مكانه الطبيعي؛ مما يسبب إجهاضاً أو ولادة مبكرة أو حمل خارج الرحم.